# Are You the One? Brasil
Are You the One? Brasil foi um reality show brasileiro co-produzido pela Floresta Produções e exibido pela MTV. É a versão brasileira do formato original americano Are You the One?. Com apresentação do ator Felipe Titto, estreou em 1 de fevereiro de 2015 com exibição nas noites de domingo. A partir da quarta temporada o programa foi transferido para as noites de quinta-feira, e passou a ser apresentado pelo ator Caio Castro.
O programa consiste no confinamento de 10 homens e 10 mulheres, em um destino paradisíaco com o objetivo de encontrar o seu par ideal. Eles têm a missão de encontrar todos os dez pares ideais em dez semanas, e assim, ganharão o total de R$ 500 mil. Para isso, eles realizam provas em duplas, o que possibilita a ida para a "cabine da verdade", a única forma concreta de descobrir se a dupla é um par ideal ou não.
O reality show também é exibido em Portugal na MTV Portugal.

## Temporadas
| Temporada | Temporada | Transmissão original    | Transmissão original | Número de participantes | Todos os pares foram encontrados? | Prêmio     |
| Temporada | Temporada | Estreia de temporada    | Final de temporada   | Número de participantes | Todos os pares foram encontrados? | Prêmio     |
| --------- | --------- | ----------------------- | -------------------- | ----------------------- | --------------------------------- | ---------- |
|           | 1         | 1 de fevereiro de 2015  | 26 de abril de 2015  | 20                      | Sim                               | R$ 500.000 |
|           | 2         | 17 de janeiro de 2016   | 3 de abril de 2016   | 20                      | Sim                               | R$ 500.000 |
|           | 3         | 29 de janeiro de 2017   | 9 de abril de 2017   | 20                      | Sim                               | R$ 500.000 |
|           | 4         | 22 de fevereiro de 2018 | 26 de abril de 2018  | 21                      | Sim                               | R$ 400.000 |

## 1.ª temporada – Rio de Janeiro, RJ
Filmada no Rio de Janeiro.
A primeira temporada estreou em 1 de fevereiro de 2015.

### Participantes[8]
| Nome             | Idade | Cidade natal                      |
| ---------------- | ----- | --------------------------------- |
| Caio Carvalho    | 26    | Borda da Mata, Minas Gerais       |
| Gabriel Assef    | 27    | Rio de Janeiro, RJ                |
| Guilherme Cal    | 26    | Manaus, Amazonas                  |
| Henrique Tristão | 28    | Rio de Janeiro, RJ                |
| Igor Freitas     | 24    | São João Nepomuceno, Minas Gerais |
| Lucas Hoeffel    | 27    | Nova York, NY                     |
| Marco Aurélio    | 28    | São Paulo, SP                     |
| Saulo Leitte     | 25    | Rio de Janeiro, RJ                |
| Theo Fontes      | 29    | São Paulo, SP                     |
| Thiago Catena    | 27    | São Paulo, SP                     |

| Nome               | Idade | Cidade natal                    |
| ------------------ | ----- | ------------------------------- |
| Ana Clara Paim     | 19    | Goiânia, Goiás                  |
| Ana Paula Azambuja | 24    | São Paulo, SP                   |
| Bárbara Tovar      | 24    | Niterói, Rio de Janeiro         |
| Gabriela Mendes    | 23    | São Paulo, SP                   |
| Jéssica Waldow     | 26    | Santo Ângelo, Rio Grande do Sul |
| Keroline Tu        | 26    | São Carlos, SP                  |
| Larissa Mattes     | 21    | São Paulo, SP                   |
| Luiza Aragão       | 26    | Brasília, DF                    |
| Marianna del Rio   | 24    | Rio de Janeiro, RJ              |
| Natasha Barreto    | 26    | Rio de Janeiro, RJ              |

### Progresso
| Homens         | Semana    | Semana    | Semana    | Semana    | Semana    | Semana    | Semana    | Semana              | Semana    | Semana |
| Homens         | 1         | 2         | 3         | 4         | 5/6       | 7         | 8         | 9                   | 10        |        |
| -------------- | --------- | --------- | --------- | --------- | --------- | --------- | --------- | ------------------- | --------- | ------ |
| Caio           | Keroline  | Marianna  | Ana Clara | Ana Paula | Ana Clara | Ana Clara | Keroline  | —                   | Keroline  |        |
| Gabriel        | Ana Paula | Gabriela  | Marianna  | Natasha   | Marianna  | Marianna  | Larissa   | —                   | Marianna  |        |
| Guilherme      | Bárbara   | Larissa   | Bárbara   | Bárbara   | Larissa   | Natasha   | Natasha   | —                   | Larissa   |        |
| Henrique       | Natasha   | Natasha   | Gabriela  | Gabriela  | Gabriela  | Gabriela  | Gabriela  | —                   | Gabriela  |        |
| Igor           | Marianna  | Ana Clara | Ana Paula | Keroline  | Natasha   | Larissa   | Ana Clara | —                   | Luiza     |        |
| Lucas          | Luiza     | Jéssica   | Jéssica   | Jéssica   | Bárbara   | Keroline  | Bárbara   | —                   | Jéssica   |        |
| Marco          | Gabriela  | Ana Paula | Luiza     | Ana Clara | Luiza     | Luiza     | Luiza     | —                   | Ana Clara |        |
| Saulo          | Larissa   | Luiza     | Natasha   | Luiza     | Keroline  | Bárbara   | Jéssica   | —                   | Bárbara   |        |
| Theo           | Ana Clara | Bárbara   | Larissa   | Larissa   | Ana Paula | Ana Paula | Ana Paula | —                   | Ana Paula |        |
| Thiago         | Jéssica   | Keroline  | Keroline  | Marianna  | Jéssica   | Jéssica   | Marianna  | —                   | Natasha   |        |
| Pares Corretos | 1         | 2         | 3         | 3         | 4         | 4         | 3         | Não houve cerimônia | 10        |        |

| Mulheres       | Semana    | Semana    | Semana    | Semana    | Semana    | Semana    | Semana    | Semana              | Semana    | Semana |
| Mulheres       | 1         | 2         | 3         | 4         | 5/6       | 7         | 8         | 9                   | 10        |        |
| -------------- | --------- | --------- | --------- | --------- | --------- | --------- | --------- | ------------------- | --------- | ------ |
| Ana Clara      | Theo      | Igor      | Caio      | Marco     | Caio      | Caio      | Igor      | —                   | Marco     |        |
| Ana Paula      | Gabriel   | Marco     | Igor      | Caio      | Theo      | Theo      | Theo      | —                   | Theo      |        |
| Bárbara        | Guilherme | Theo      | Guilherme | Guilherme | Lucas     | Saulo     | Lucas     | —                   | Saulo     |        |
| Gabriela       | Marco     | Gabriel   | Henrique  | Henrique  | Henrique  | Henrique  | Henrique  | —                   | Henrique  |        |
| Jéssica        | Thiago    | Lucas     | Lucas     | Lucas     | Thiago    | Thiago    | Saulo     | —                   | Lucas     |        |
| Keroline       | Caio      | Thiago    | Thiago    | Igor      | Saulo     | Lucas     | Caio      | —                   | Caio      |        |
| Larissa        | Saulo     | Guilherme | Theo      | Theo      | Guilherme | Igor      | Gabriel   | —                   | Guilherme |        |
| Luiza          | Lucas     | Saulo     | Marco     | Saulo     | Marco     | Marco     | Marco     | —                   | Igor      |        |
| Marianna       | Igor      | Caio      | Gabriel   | Thiago    | Gabriel   | Gabriel   | Thiago    | —                   | Gabriel   |        |
| Natasha        | Henrique  | Henrique  | Saulo     | Gabriel   | Igor      | Guilherme | Guilherme | —                   | Thiago    |        |
| Pares Corretos | 1         | 2         | 3         | 3         | 4         | 4         | 3         | Não houve cerimônia | 10        |        |

Notas
 Nome  Par Ideal Confirmado  Nome  Par Ideal Não Confirmado
Uma vez que a "Cabine da verdade" confirma um "Par Ideal", o casal sai da casa e vai pra uma "Lua de Mel" e só voltam para a "Cerimônia dos Pares".

### Cabine da Verdade
| Casal               | Episódio | Resultado        |
| ------------------- | -------- | ---------------- |
| Gabriel & Keroline  | 1        | Par Incompatível |
| Igor & Marianna     | 2        | Par Incompatível |
| Henrique & Gabriela | 3        | Par Ideal        |
| Caio & Marianna     | 4        | Par Incompatível |
| Guilherme & Bárbara | 5/6      | Par Incompatível |
| Igor & Natasha      | 7        | Par Incompatível |
| Caio & Keroline     | 8        | Par Ideal        |
| Saulo & Bárbara     | 9        | Par Ideal        |
| Theo & Ana Paula    | 10       | Par Ideal        |

## 2.ª temporada – Rio de Janeiro, RJ
Filmada no Rio de Janeiro.
A segunda temporada estreou em 17 de janeiro de 2016.

### Participantes[10]
| Nome              | Idade | Cidade natal                 |
| ----------------- | ----- | ---------------------------- |
| Alex Ganacevich   | 26    | São Paulo, SP                |
| André Coelho      | 28    | Brasília, DF                 |
| Felipe Garone     | 25    | São Paulo, SP                |
| Felipe Laport     | 27    | Rio de Janeiro, RJ           |
| Franco Gottardini | 24    | Mendoza, Argentina           |
| Paulo Roberto     | 27    | Belo Horizonte, Minas Gerais |
| Rafael Gotlib     | 22    | Rio de Janeiro, RJ           |
| Raoni Silva       | 26    | Rio de Janeiro, RJ           |
| Tairo Lima        | 26    | Salvador, Bahia              |
| Thaigo Consani    | 26    | São Caetano do Sul, SP       |

| Nome              | Idade | Cidade natal                    |
| ----------------- | ----- | ------------------------------- |
| Alice Hellmann    | 24    | Campo Grande, MS                |
| Anna Naylor       | 20    | Rio de Janeiro, RJ              |
| Bárbara Abreu     | 22    | Jundiaí, São Paulo              |
| Cindy Campos      | 23    | São Paulo, SP                   |
| Elisabetta Pitrez | 19    | Brasília, DF                    |
| Fernanda Napoleão | 27    | Florianópolis, Santa Catarina   |
| Fernanda Raja     | 24    | Florianópolis, Santa Catarina   |
| Júlia Cortês      | 24    | Niterói, Rio de Janeiro         |
| Luana Nogueira    | 23    | São Paulo, SP                   |
| Vanessa Aud       | 24    | São Paulo, SP                   |
| Vanessa Thomé     | 26    | Porto Alegre, Rio Grande do Sul |

### Progresso
| Homens         | Semana      | Semana      | Semana      | Semana      | Semana      | Semana      | Semana      | Semana      | Semana      | Semana      |
| Homens         | 1           | 2           | 3           | 4           | 5           | 6           | 7           | 8           | 9           | 10          |
| -------------- | ----------- | ----------- | ----------- | ----------- | ----------- | ----------- | ----------- | ----------- | ----------- | ----------- |
| Alex           | Alice       | Anna        | Luana       | Fernanda N. | Fernanda N. | Fernanda N. | Fernanda N. | Fernanda N. | Fernanda N. | Fernanda N. |
| André          | Vanessa T.  | Vanessa T.  | Vanessa T.  | Vanessa T.  | Vanessa T.  | Vanessa T.  | Vanessa T.  | Vanessa T.  | Vanessa T.  | Vanessa T.  |
| Felipe G.      | Júlia       | Júlia       | Alice       | Fernanda R. | Luana       | Luana       | Luana       | Cindy       | Bárbara     | Cindy       |
| Felipe L.      | Fernanda N. | Fernanda N. | Vanessa A.  | Elisabetta  | Elisabetta  | Bárbara     | Vanessa A.  | Fernanda R. | Fernanda R. | Luana       |
| Franco         | Cindy       | Cindy       | Anna        | Alice       | Alice       | Alice       | Alice       | Luana       | Luana       | Fernanda R. |
| Paulo          | Vanessa A.  | Vanessa A.  | Cindy       | Vanessa A.  | Vanessa A.  | Vanessa A.  | Bárbara     | Vanessa A.  | Vanessa A.  | Vanessa A.  |
| Rafael         | Luana       | Luana       | Fernanda N. | Anna        | Anna        | Cindy       | Cindy       | Anna        | Anna        | Anna        |
| Raoni          | Fernanda R. | Fernanda R. | Fernanda R. | Júlia       | Júlia       | Júlia       | Júlia       | Júlia       | Júlia       | Júlia       |
| Tairo          | Elisabetta  | Elisabetta  | Elisabetta  | Cindy       | Cindy       | Anna        | Anna        | Alice       | Alice       | Alice       |
| Thaigo         | Anna        | Alice       | Júlia       | Luana       | Fernanda R. | Fernanda R. | Fernanda R. | Bárbara     | Cindy       | Bárbara     |
| Pares Corretos | 2           | 2           | 1           | 5           | 5           | 4           | 3           | 8           | 6           | 10          |

| Mulheres           | Semana    | Semana    | Semana    | Semana    | Semana    | Semana    | Semana    | Semana    | Semana    | Semana    |
| Mulheres           | 1         | 2         | 3         | 4         | 5         | 6         | 7         | 8         | 9         | 10        |
| ------------------ | --------- | --------- | --------- | --------- | --------- | --------- | --------- | --------- | --------- | --------- |
| Alice              | Alex      | Thaigo    | Felipe G. | Franco    | Franco    | Franco    | Franco    | Tairo     | Tairo     | Tairo     |
| Anna               | Thaigo    | Alex      | Franco    | Rafael    | Rafael    | Tairo     | Tairo     | Rafael    | Rafael    | Rafael    |
| Cindy              | Franco    | Franco    | Paulo     | Tairo     | Tairo     | Rafael    | Rafael    | Felipe G. | Thaigo    | Felipe G. |
| Elisabetta/Bárbara | Tairo     | Tairo     | Tairo     | Felipe L. | Felipe L. | Felipe L. | Paulo     | Thaigo    | Felipe G. | Thaigo    |
| Fernanda N.        | Felipe L. | Felipe L. | Rafael    | Alex      | Alex      | Alex      | Alex      | Alex      | Alex      | Alex      |
| Fernanda R.        | Raoni     | Raoni     | Raoni     | Felipe G. | Thaigo    | Thaigo    | Thaigo    | Felipe L. | Felipe L. | Franco    |
| Júlia              | Felipe G. | Felipe G. | Thaigo    | Raoni     | Raoni     | Raoni     | Raoni     | Raoni     | Raoni     | Raoni     |
| Luana              | Rafael    | Rafael    | Alex      | Thaigo    | Felipe G. | Felipe G. | Felipe G. | Franco    | Franco    | Felipe L. |
| Vanessa A.         | Paulo     | Paulo     | Felipe L. | Paulo     | Paulo     | Paulo     | Felipe L. | Paulo     | Paulo     | Paulo     |
| Vanessa T.         | André     | André     | André     | André     | André     | André     | André     | André     | André     | André     |
| Pares Corretos     | 2         | 2         | 1         | 5         | 5         | 4         | 3         | 8         | 6         | 10        |

Notas
 Nome  Par Ideal Confirmado  Nome  Par Ideal Não Confirmado
Uma vez que a "Cabine da verdade" confirma um "Par Ideal", o casal sai da casa e vai pra uma "Lua de Mel" e só voltam para a "Cerimônia dos Pares".

### Cabine da Verdade
| Casal                | Episódio | Resultado        |
| -------------------- | -------- | ---------------- |
| Raoni & Vanessa A.   | 1        | Par Incompatível |
| Alex & Alice         | 2        | Par Incompatível |
| André & Vanessa T.   | 3        | Par Ideal        |
| Felipe G. & Júlia    | 4        | Par Incompatível |
| Thaigo & Luana       | 5        | Par Incompatível |
| Felipe L. & Bárbara  | 6        | Par Incompatível |
| Alex & Fernanda N.   | 7        | Par Ideal        |
| Tairo & Cindy        | 8        | Par Incompatível |
| Tairo & Alice        | 9        | Par Ideal        |
| Franco & Fernanda R. | 10       | Par Ideal        |

## 3.ª temporada – Trancoso, Bahia
Filmada em Trancoso, na Bahia.
A terceira temporada estreia em 29 de janeiro de 2017.

### Participantes[13]
| Nome             | Idade | Cidade natal                 |
| ---------------- | ----- | ---------------------------- |
| Allan Costa      | 29    | Rio de Janeiro, RJ           |
| Arthur Lemes     |       | Piraju, São Paulo            |
| Caíque Mattos    | 23    | São Paulo, SP                |
| Felipe Marques   | 23    | São Paulo, SP                |
| Henrique Ciocchi | 26    | Salvador, Bahia              |
| Lucian Miranda   | 27    | Rosário, Argentina           |
| Luís Ado         | 30    | Nova Trento, Santa Catarina  |
| Rafael Fernandes | 24    | Rio de Janeiro, RJ           |
| Ramon Durr       | 26    | Rio de Janeiro, RJ           |
| Renan Prestes    | 26    | Belo Horizonte, Minas Gerais |
| Thiago Madeira   | 31    | Brasília, DF                 |

| Nome               | Idade | Cidade natal                    |
| ------------------ | ----- | ------------------------------- |
| Amanda Kimberlly   | 22    | Quatiguá, Paraná                |
| Ana Bárbara Lima   | 26    | Belo Horizonte, Minas Gerais    |
| Andressa Alves     | 22    | Crisópolis, Bahia               |
| Gabriela Bergantin | 21    | São Paulo, SP                   |
| Irina Gatsalova    | 33    | Moscou, Rússia                  |
| Isabella Motta     | 22    | Salvador, Bahia                 |
| Jéssica Kuhn       | 25    | Santo Ângelo, Rio Grande do Sul |
| Larissa Bernardini | 20    | Belo Horizonte, Minas Gerais    |
| Laura Boson        | 27    | Belo Horizonte, Minas Gerais    |
| Mia Siqueira       | 22    | Porto Alegre, Rio Grande do Sul |

### Progresso
| Homens         | Semana      | Semana      | Semana      | Semana      | Semana      | Semana      | Semana      | Semana      | Semana              | Semana      |
| Homens         | 1           | 2           | 3           | 4           | 5           | 6           | 7           | 8           | 9                   | 10          |
| -------------- | ----------- | ----------- | ----------- | ----------- | ----------- | ----------- | ----------- | ----------- | ------------------- | ----------- |
| Allan          | Andressa    | Larissa     | Andressa    | Andressa    | Andressa    | Ana Bárbara | Ana Bárbara | Irina       | —                   | Irina       |
| Arthur         | Ana Bárbara | Laura       | Laura       | Gabriela    | Amanda      | Larissa     | Irina       | Larissa     | —                   | Amanda      |
| Caíque         | Mia         | Mia         | Mia         | Mia         | Mia         | Mia         | Mia         | Mia         | —                   | Mia         |
| Felipe         | Amanda      | Gabriela    | Ana Bárbara | Larissa     | Isabella    | Isabella    | Andressa    | Andressa    | —                   | Larissa     |
| Henrique       | Larissa     | Amanda      | Larissa     | Jéssica     | Jéssica     | Gabriela    | Amanda      | Gabriela    | —                   | Gabriela    |
| Lucian         | Irina       | Andressa    | Irina       | Isabella    | Gabriela    | Andressa    | Gabriela    | Laura       | —                   | Isabella    |
| Luís           | Laura       | Jéssica     | Gabriela    | Amanda      | Ana Bárbara | Amanda      | Isabella    | Amanda      | —                   | Andressa    |
| Rafael         | Gabriela    | Ana Bárbara | Amanda      | Irina       | Larissa     | Irina       | Larissa     | Isabella    | —                   | Ana Bárbara |
| Ramon          | Isabella    | Isabella    | Isabella    | Ana Bárbara | Laura       | Laura       | Laura       | Ana Bárbara | —                   | Laura       |
| Renan          | Jéssica     | Irina       | Jéssica     | Laura       | Irina       | Jéssica     | Jéssica     | Jéssica     | —                   | Jéssica     |
| Pares Corretos | 2           | 2           | 2           | 3           | 3           | 4           | 3           | 4           | Não houve cerimônia | 10          |

| Mulheres       | Semana   | Semana   | Semana   | Semana   | Semana   | Semana   | Semana   | Semana   | Semana              | Semana   |
| Mulheres       | 1        | 2        | 3        | 4        | 5        | 6        | 7        | 8        | 9                   | 10       |
| -------------- | -------- | -------- | -------- | -------- | -------- | -------- | -------- | -------- | ------------------- | -------- |
| Amanda         | Felipe   | Henrique | Rafael   | Luís     | Arthur   | Luís     | Henrique | Luís     | —                   | Arthur   |
| Ana Bárbara    | Arthur   | Rafael   | Felipe   | Ramon    | Luís     | Allan    | Allan    | Ramon    | —                   | Rafael   |
| Andressa       | Allan    | Lucian   | Allan    | Allan    | Allan    | Lucian   | Felipe   | Felipe   | —                   | Luís     |
| Gabriela       | Rafael   | Felipe   | Luís     | Arthur   | Lucian   | Henrique | Lucian   | Henrique | —                   | Henrique |
| Irina          | Lucian   | Renan    | Lucian   | Rafael   | Renan    | Rafael   | Arthur   | Allan    | —                   | Allan    |
| Isabella       | Ramon    | Ramon    | Ramon    | Lucian   | Felipe   | Felipe   | Luís     | Rafael   | —                   | Lucian   |
| Jéssica        | Renan    | Luís     | Renan    | Henrique | Henrique | Renan    | Renan    | Renan    | —                   | Renan    |
| Larissa        | Henrique | Allan    | Henrique | Felipe   | Rafael   | Arthur   | Rafael   | Arthur   | —                   | Felipe   |
| Laura          | Luís     | Arthur   | Arthur   | Renan    | Ramon    | Ramon    | Ramon    | Lucian   | —                   | Ramon    |
| Mia            | Caíque   | Caíque   | Caíque   | Caíque   | Caíque   | Caíque   | Caíque   | Caíque   | —                   | Caíque   |
| Pares Corretos | 2        | 2        | 2        | 3        | 3        | 4        | 3        | 4        | Não houve cerimônia | 10       |

Notas
 Nome  Par Ideal Confirmado  Nome  Par Ideal Não Confirmado
Uma vez que a "Cabine da verdade" confirma um "Par Ideal", o casal sai da casa e vai pra uma "Lua de Mel" e só voltam para a "Cerimônia dos Pares".

### Cabine da Verdade
| Casal             | Episódio | Resultado        |
| ----------------- | -------- | ---------------- |
| Caíque & Larissa  | 1        | Par Incompatível |
| Caíque & Mia      | 2        | Par Ideal        |
| Luís & Laura      | 3        | Par Incompatível |
| Felipe & Amanda   | 4        | Par Incompatível |
| Ramon & Isabella  | 5        | Par Incompatível |
| Allan & Andressa  | 6        | Par Incompatível |
| Renan & Jéssica   | 7        | Par ideal        |
| Lucian & Gabriela | 8        | Par Incompatível |
| Rafael & Laura    | 9        | Par Incompatível |
| Lucian & Isabella | 10       | Par Ideal        |

## 4.ª temporada – Búzios, RJ
Filmada em Búzios no Rio de Janeiro. E apresentado por Caio Castro.
A quarta temporada estreou em 22 de fevereiro de 2018, e a partir desta temporada o programa foi transferido para as noites de quinta-feira. Desta vez, uma mulher tem dois pares ideais no jogo, o que significa que haverá onze homens, mas apenas dez mulheres.
No episódio 6, Lucas Viana foi expulso da competição após agredir o participante Jonas Paiva. Em seu lugar entra o gaúcho George Vanzan.
Em setembro de 2019, mais de um ano depois do fim do reality, o ex-participante Lucas Viana foi confirmado como um dos 16 participantes da décima primeira temporada do reality show A Fazenda e depois de três meses, foi eleito o campeão da edição com 59,17% dos votos.

### Participantes[23]
| Nome             | Idade | Cidade natal            |
| ---------------- | ----- | ----------------------- |
| Fabio Croce      | 24    | Bologna, Itália         |
| Felipe Beribá    | 26    | Salvador, Bahia         |
| George Vanzan    | 22    | Três de Maio, RS        |
| Gustavo Perpétuo | 29    | Teófilo Otoni, MG       |
| Ian Turturro     | 24    | Rio de Janeiro, RJ      |
| Jonas Paiva      | 30    | Belo Horizonte, MG      |
| Lucas Viana      | 26    | Ipatinga, MG            |
| Luis Copini      | 22    | São José dos Campos, SP |
| Paulo Passini    | 28    | Balneário Camboriú, SC  |
| Vanderlei Nagô   | 27    | Salvador, Bahia         |
| Victor Moura     | 29    | Vitória, ES             |
| Wallyson Silva   | 24    | Suzano, SP              |

| Nome                   | Idade | Cidade natal              |
| ---------------------- | ----- | ------------------------- |
| Gabriela Boldrini      | 21    | Vila Velha, ES            |
| Gabriella Zuffo        | 22    | São Paulo, SP             |
| Juliana Gomes          | 22    | Rio de Janeiro, RJ        |
| Manuela Guglielmi      | 21    | Criciúma, SC              |
| Maria Eugenia Luz      | 22    | São José do Rio Preto, SP |
| Natália Cavalcanti     | 22    | Recife, PE                |
| Natasha Pugliesi       | 20    | Sorengo, Suíça            |
| Samanta "San" Cordeiro | 25    | São Paulo, SP             |
| Tuka Matos             | 21    | Unaí, MG                  |
| Victória de Oliveira   | 20    | Rio de Janeiro, RJ        |

### Progresso
| Fabio          | Tuka          | N/A           | Manuela       | Manuela       | Manuela       | San           | N/A           | Victória      | Natasha       | Natália       |
| Felipe         | Natália       | Tuka          | Tuka          | San           | N/A           | Maria Eugenia | Manuela       | Manuela       | Victória      | Natasha       |
| Gustavo        | Gabi Z.       | Victória      | Victória      | Victória      | San           | Gabi B.       | San           | Natália       | San           | San           |
| Ian            | Natasha       | Maria Eugenia | N/A           | Maria Eugenia | Maria Eugenia | Victória      | Maria Eugenia | Maria Eugenia | Maria Eugenia | Maria Eugenia |
| Jonas          | N/A           | Gabi B.       | Maria Eugenia | Gabi B.       | Tuka          | Tuka          | Gabi Z.       | Tuka          | Natália       | Gabi B.       |
| Lucas/George   | Manuela       | Natália       | Natália       | Natasha       | Victória      | N/A           | Natália       | Natasha       | Juliana       | Victória      |
| Luis           | Maria Eugenia | Juliana       | Gabi Z.       | Juliana       | Juliana       | Manuela       | Juliana       | Juliana       | Manuela       | Gabi Z.       |
| Nagô           | San           | Gabi Z.       | Natasha       | Gabi Z.       | Natasha       | Natasha       | Natasha       | N/A           | N/A           | Juliana       |
| Paulo          | Victória      | Manuela       | Juliana       | N/A           | Gabi B.       | Gabi Z.       | Gabi B.       | Gabi B.       | Tuka          | Tuka          |
| Victor         | Juliana       | Natasha       | Gabi B.       | Natália       | Natália       | Natália       | Victoria      | Gabi Z.       | Gabi B.       | Manuela       |
| Wallyson       | Gabi B.       | San           | San           | Tuka          | Gabi Z.       | Juliana       | Tuka          | San           | Gabi Z.       | Juliana       |
| Pares Corretos | 0             | 2             | 1             | 2             | 3             | 1             | 2             | 1             | 3             | 10            |

| Gabi B.        | Wallyson | Jonas    | Victor   | Jonas    | Paulo    | Gustavo  | Paulo    | Paulo    | Victor   | Jonas           |
| Gabi Z.        | Gustavo  | Nagô     | Luis     | Nagô     | Wallyson | Paulo    | Jonas    | Victor   | Wallyson | Luis            |
| Juliana        | Victor   | Luis     | Paulo    | Luis     | Luis     | Wallyson | Luis     | Luis     | George   | Nagô & Wallyson |
| Manuela        | Lucas    | Paulo    | Fabio    | Fabio    | Fabio    | Luis     | Felipe   | Felipe   | Luis     | Victor          |
| Maria Eugenia  | Luis     | Ian      | Jonas    | Ian      | Ian      | Felipe   | Ian      | Ian      | Ian      | Ian             |
| Natália        | Felipe   | Lucas    | Lucas    | Victor   | Victor   | Victor   | George   | Gustavo  | Jonas    | Fabio           |
| Natasha        | Ian      | Victor   | Nagô     | Lucas    | Nagô     | Nagô     | Nagô     | George   | Fabio    | Felipe          |
| San            | Nagô     | Wallyson | Wallyson | Felipe   | Gustavo  | Fabio    | Gustavo  | Wallyson | Gustavo  | Gustavo         |
| Tuka           | Fabio    | Felipe   | Felipe   | Wallyson | Jonas    | Jonas    | Wallyson | Jonas    | Paulo    | Paulo           |
| Victória       | Paulo    | Gustavo  | Gustavo  | Gustavo  | Lucas    | Ian      | Victor   | Fabio    | Felipe   | George          |
| Pares Corretos | 0        | 2        | 1        | 2        | 3        | 1        | 2        | 1        | 3        | 10              |

Notes
 Nome  Par Ideal Confirmado  Nome  Par Ideal Não Confirmado  N/A  Este homem não foi escolhido na cerimônia dos pares
Uma vez que a "Cabine da verdade" confirma um "Par Ideal", o casal sai da casa e vai pra uma "Lua de Mel" e só voltam para a "Cerimônia dos Pares".
Devido ao "blackout" no primeiro episódio, o elenco inteiro perdeu R$100.000, reduzindo o prêmio final para R$400.000, em vez de R$500.000.

### Cabine da Verdade
| Casal                 | Episódio | Resultado        | Décimo Primeiro Homem |
| --------------------- | -------- | ---------------- | --------------------- |
| Felipe & Gabi B.      | 1        | Par Incompatível | N/A                   |
| Fabio & Maria Eugenia | 2        | Par Incompatível | N/A                   |
| Victor & Natasha      | 3        | Par Incompatível | N/A                   |
| Paulo & Manuela       | 4        | Par Incompatível | N/A                   |
| Felipe & Tuka         | 5        | Par Incompatível | N/A                   |
| Ian & Manuela         | 6        | Par Incompatível | N/A                   |
| Fabio & Manuela       | 7        | Par Incompatível | N/A                   |
| Ian & Maria Eugenia   | 8        | Par Ideal        | Par Incompatível      |
| Felipe & Juliana      | 9        | Par Incompatível | Par Ideal             |
| Nagô & Juliana        | 10       | Par Ideal        | Par Ideal             |

## Outras Aparições
Além de participarem do Are You the One? Brasil, alguns dos participantes passaram a competir em outros reality shows.
| Participante   | Edição AYTO | Reality show              | Temp. | Colocação                              |
| -------------- | ----------- | ------------------------- | ----- | -------------------------------------- |
| Igor Freitas   | 1           | Super Shore               | 1     | Participante – Original                |
| Igor Freitas   | 1           | Super Shore               | 2     | Participante – Original                |
| Igor Freitas   | 1           | Super Shore               | 3     | Participante – Original                |
| André Coelho   | 2           | De Férias com o Ex Brasil | 1     | Participante – Original                |
| Keroline Tu    | 1           | De Férias com o Ex Brasil | 1     | Participante – Ex                      |
| Thaigo Consani | 2           | De Férias com o Ex Brasil | 2     | Participante – Ex                      |
| Igor Freitas   | 1           | De Férias com o Ex Brasil | 3     | Participante – Original                |
| Andressa Alves | 3           | De Férias com o Ex Brasil | 3     | Participante – Ex                      |
| Luiza Aragão   | 1           | De Férias com o Ex Brasil | 3     | Participante – Ex                      |
| Luiza Aragão   | 1           | A Casa                    | 1     | Desistente – 43.º lugar                |
| André Coelho   | 2           | Power Couple Brasil       | 4     | Finalista (com Clara Maia) – 3.º lugar |
| Lucas Viana    | 4           | A Fazenda                 | 11    | Vencedor – 1.º lugar                   |

## Prêmios e indicações
| Ano  | Prêmio                       | Categoria           | Trabalho                | Resultado | Ref.   |
| ---- | ---------------------------- | ------------------- | ----------------------- | --------- | ------ |
| 2015 | Troféu UOL TV e Famosos      | Melhor Reality show | Are You the One? Brasil | Indicado  | [ 24 ] |
| 2018 | MTV Millennial Awards Brasil | Melhor Reality show | Are You the One? Brasil | Indicado  | [ 25 ] |
| 2018 | Troféu UOL TV e Famosos      | Melhor Reality show | Are You the One? Brasil | Indicado  | [ 26 ] |

## Ligações Externas
- «Sítio oficial»